# Ricardo Bravo (fotógrafo)
Ricardo Bravo (nascido em Lisboa em 1975) é um fotógrafo profissional português com uma paixão particular pelo mar e pelo surf.

## Biografia
Começou a fazer bodyboard com 13 anos. A primeira foto publicada foi na hoje extinta revista  "Bodyboard Portugal" feita com uma daquelas máquinas descartáveis à prova de água.
Formou-se a fotografia junto do Ar.Co - Centro de Arte & Comunicação Visual, e tirou cursos na ETIC - Escola de Tecnologias Inovação e Criação e no CENJOR - Centro Protocolar de Formação Profissional para Jornalistas.
Durante vários anos (de 2017 a 2020) Ricardo liderou um projeto com a Associação Nacional de Surfistas (ANS) em paralelo com a Liga Meo de surf: um conjunto de workshops de fotografia de surf, feitos em parceria com a marca de material fotográfico Canon, dirigidos a amantes da fotografia que querem evoluir no campo específico do surf.
O artista colabora com revistas e sites nacionais e internacionais de surf. É fotógrafo de surf e do mar, com um foco mais intenso no fenômeno das ondas gigantes. Para além das ondas da praia do Norte da Nazaré viajou pelo mundo em busca das melhores ondas para fotografar, tendo visitado lugares como o Havaí, Austrália, Chile, Brasil, Peru, Indonésia, Maldivas e Marrocos, entre outros destinos.
Para além da fotografia de surf e do mar, o artista explora outras áreas da fotografia como a arquitetura, os interiores, os automóveis e os retratos.
Em 2023, uma exposição realizada em Niterói, Brasil. destacou uma interessante conexão entre as imagens das ondas de Nazaré nas fotografias de Ricardo Bravo e as curvas das obras arquitetônicas de Oscar Niemeyer.

## Obras

### Livros
- 2009 - "O sal na terra". Fotografias no livro da autoria de Pedro Adão e Silva.
- 2010 - "Ondas", livro de fotografias auto-publicado.
- 2020 - "Nazaré"[6]. Nazaré é um livro de fotografia sobre o mar revolto e os bastidores do surf publicado em 2020 mediante uma campanha de financiamento publica (crowdfunding). Editor: João Valente. ISBN: 078-989-33-1188-2

### Principais exposições[carecede fontes?]
- Aqua Facies (LX Factory 2009)
- Sagres Surf Culture (Sagres 2012)
- SAL - Surf Film Festival (Lisboa 2012 and 2013)
- WOA - Way Of Arts (Cascais 2014)
- Pulsar (Ericeira 2016 e Lisboa 2017)
- Hospital da Luz Lisboa (2019)[7]
- Fúria - Nazaré (Lisboa 2019)
- Skópelos (Lisboa 2019)[8]
- Exposição no Forte de S. Miguel Arcanjo (Nazaré 2022)[9]
- Exposição de obras em aeroportos internacionais (Art Box 2023)[3]
- MAC - Museu de Arte Contemporânea (Niterói 2023)[5]

### Filmes e documentários
- Uma vida melhor (2017)[10]: filme sobre o atleta de surf adaptado Nuno Vitorino. Realização e fotografia Ricardo Bravo e João Rito.
- Kalani - Gift from Heaven (2020)[11]: filmado na Nazaré e no Rio de Janeiro, este documentário de Nuno Dias retrata o percurso do atleta náutico brasileiro Kalani Lattanzi, desde as suas origens e primeiro contacto com o oceano, no Brasil, até à Nazaré, em Portugal. Fotografia: Ricardo Bravo, Pedro Miranda e Hélio António.

## Prémios[carecede fontes?]
- Melhor fotografia de capa para a revista Surf Portugal (duas vezes) e para a Vert Magazine.
- Primeiro prémio na categoria de retrato nos Canon Professional Network Photo Awards[7].
- Prémio carreira 2017 da ANS (Associação Nacional de Surfistas de Portugal)[12]
- Menção honrosa no SAL 2017 - Festival de Cinema Surf At Lisbon - pela curta-metragem "Vitorino - Uma Vida Melhor"
- Nomeado para o WSL World Surf League - Biggest Wave Award - Ross Clark Jones na Nazaré
- Prémio 2014 do Surfline (site internacional de notícias e previsões de surf) para melhor fotografia do Capítulo Perfeito[13]